# Consejo de Ministros de Polonia
El Consejo de Ministros de Polonia (en polaco: Rada Ministrów w Polsce) es el órgano ejecutivo de toma de decisiones colectivas del gobierno polaco.
El gabinete está formado por el primer ministro, también conocido como presidente del Consejo de Ministros, el vice primer ministro, que actúa como vicepresidente del consejo, y otros ministros. Las competencias y los procedimientos del actual gabinete se describen entre los artículos 146 a 162 de la constitución.
Desde el 13 de diciembre de 2023, el presidente del Consejo de Ministros es Donald Tusk.